# دامیانو کوئینتیری
دامیانو کوئینتیری (انگلیسی: Damiano Quintieri؛ زادهٔ ۴ مهٔ ۱۹۹۰) بازیکن فوتبال اهل ایتالیا است.
از باشگاه‌هایی که در آن بازی کرده‌است می‌توان به باشگاه فوتبال اینتر میلان، باشگاه فوتبال نومه کالیو، و باشگاه فوتبال پیزا اشاره کرد.